# Kunstmuseum Dieselkraftwerk Cottbus
Kunstmuseum Dieselkraftwerk Cottbus, nazývané také Brandenburgisches Landesmuseum für moderne Kunst, dolnolužicky Muzej wuměłstwa dizelowa milinarnja a česky lze přeložit např. jako Muzeum umění Dieselová elektrárna Chotěbuz, je muzeum umění. Je zřízeno v Cottbusu (Chóśebuz, Chotěbuz) ve spolkové zemi Braniborsko ve východním Německu v Dolní Lužici. Nachází se také na ostrově mezi řekou Spree (Spréva) a jejím kanálem Mühlgraben u parku Goethepark.

## Historie a popis
Kunstmuseum Dieselkraftwerk Cottbus je muzeum současného a moderního umění, které bylo založeno v roce 1977. Nejprve fungovalo jako galerie současného umění a v roce 1984 dostalo název Staatliche Kunstsammlungen Cottbus. Původně sídlilo na ulici Spremberger Straße a v roce 2008 bylo přemístěno na současné místo - do historické budovy bývalé dieselové elektrárny Cottbus z roku 1927, která byla vybavena zařízením firmy AEG a která byla vyřazena z provozu v roce 1959. Až do 90. let 20. století se muzeum zaměřovalo výhradně na umění z bývalé Německé demokratické republiky. Dnes má sbírka více než 30 000 děl, která zahrnují rozsáhlou grafickou sbírku. Fotografické sbírky jsou co do kvantity i kvality nejrozsáhlejší sbírkou autorské fotografie v nových spolkových zemích Německa. Od roku 1993 se sbírka fotografií, která byla zpočátku omezena na východoněmecké regiony, otevřela také současným trendům celého Německa a dalších zemí. významné jsou také sbírky plakátů. Pravidelně jsou zde pořádány výstavy. Cihlová budova někdejší elektrárny je památkově chráněna. Muzeum je tedy populární díky symbióze staré a nové architektury s uměním.

## Další informace
Vstup do muzea je zpoplatněn.[zdroj?]

## Galerie

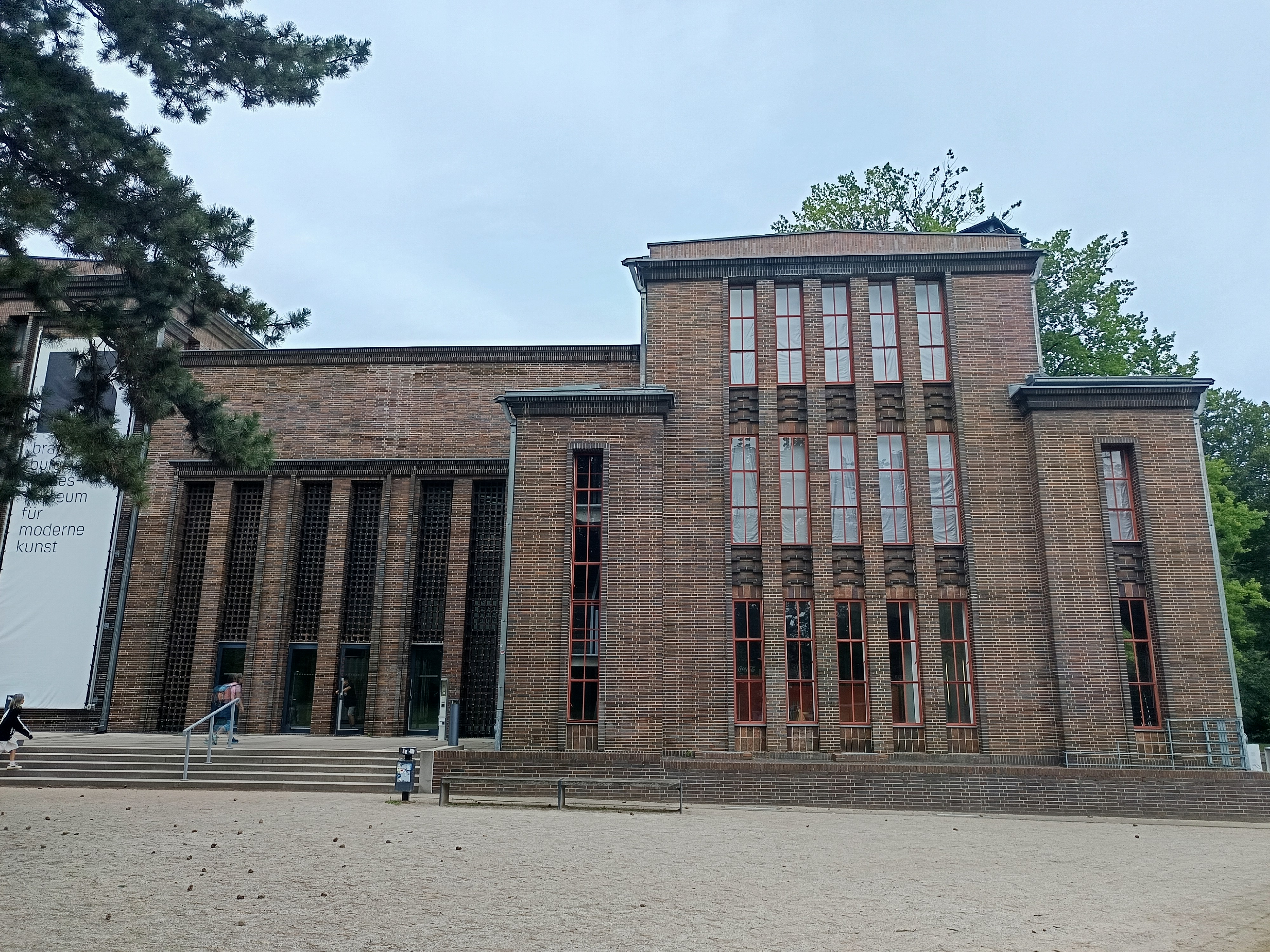
Hlavní vchod do muzea
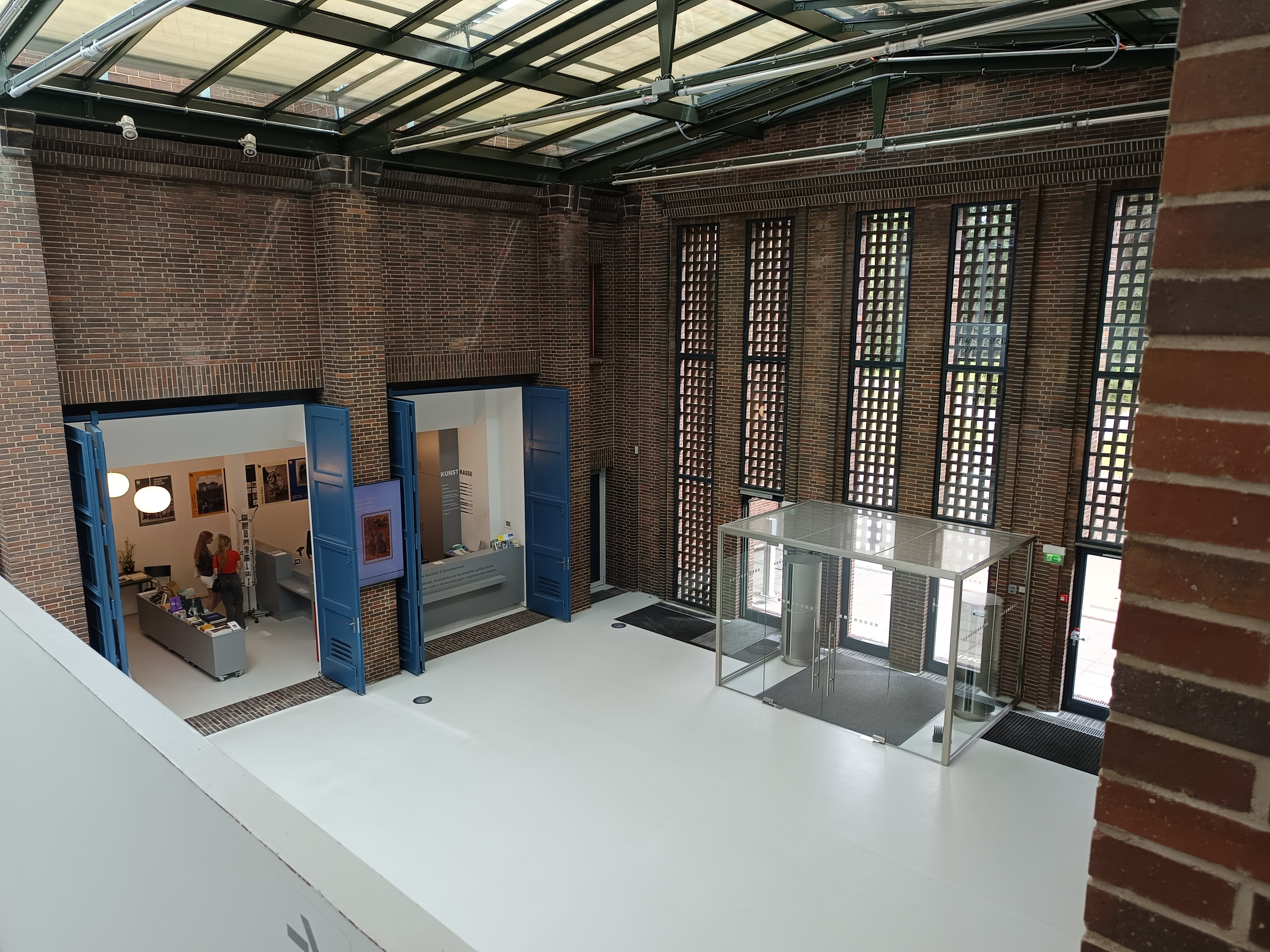
Interiér muzea
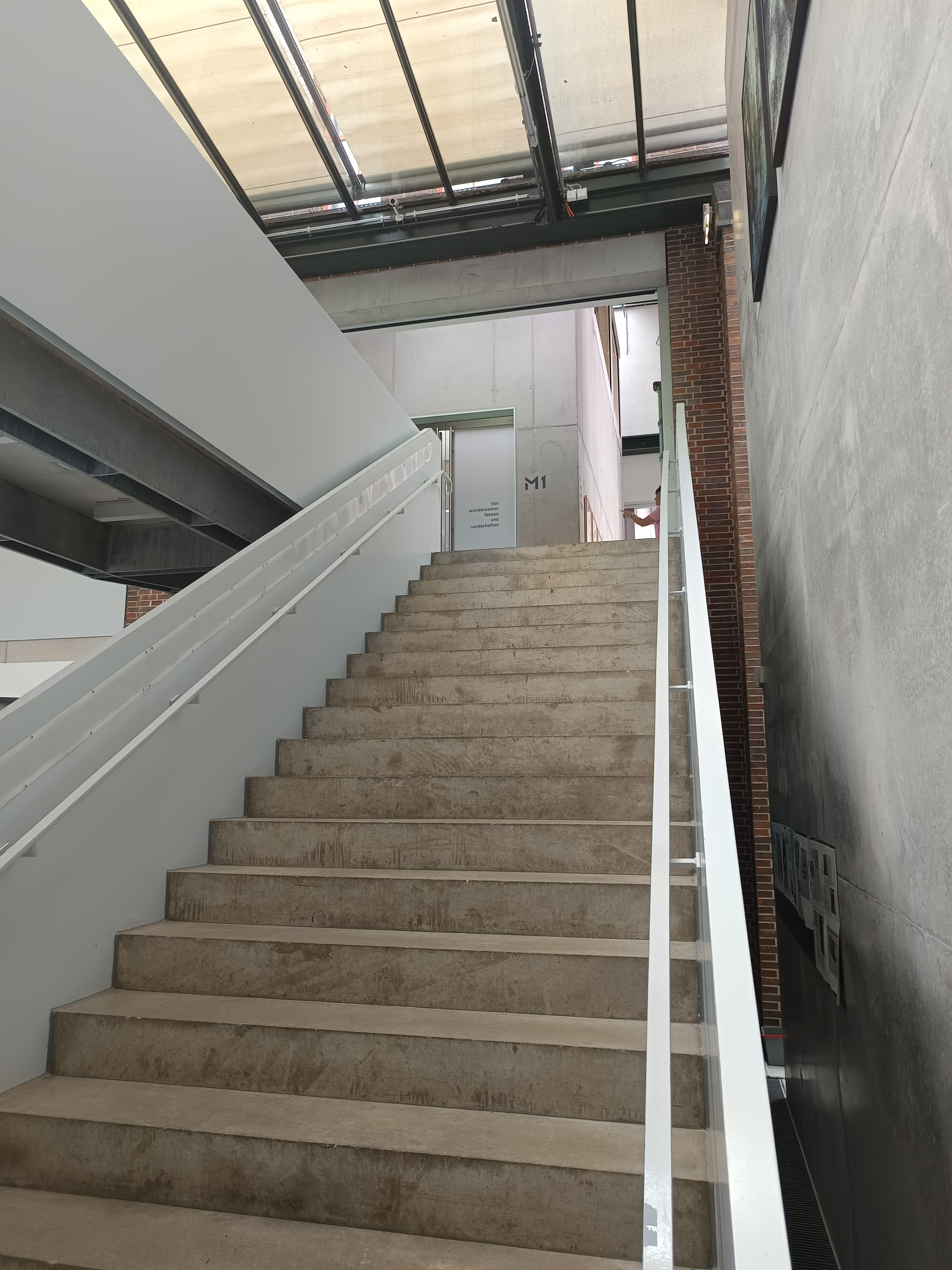
Interiér muzea
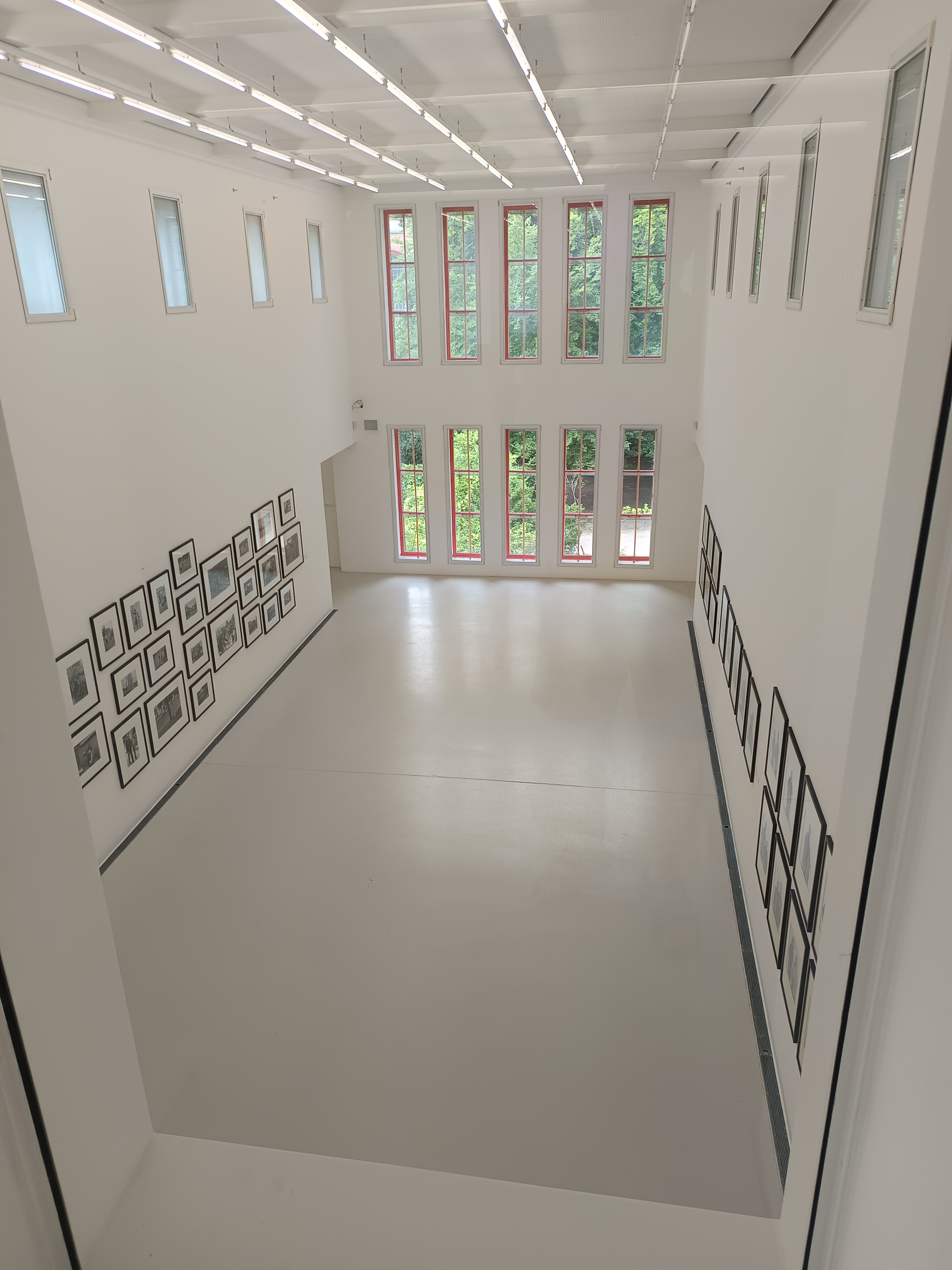
Interiér muzea
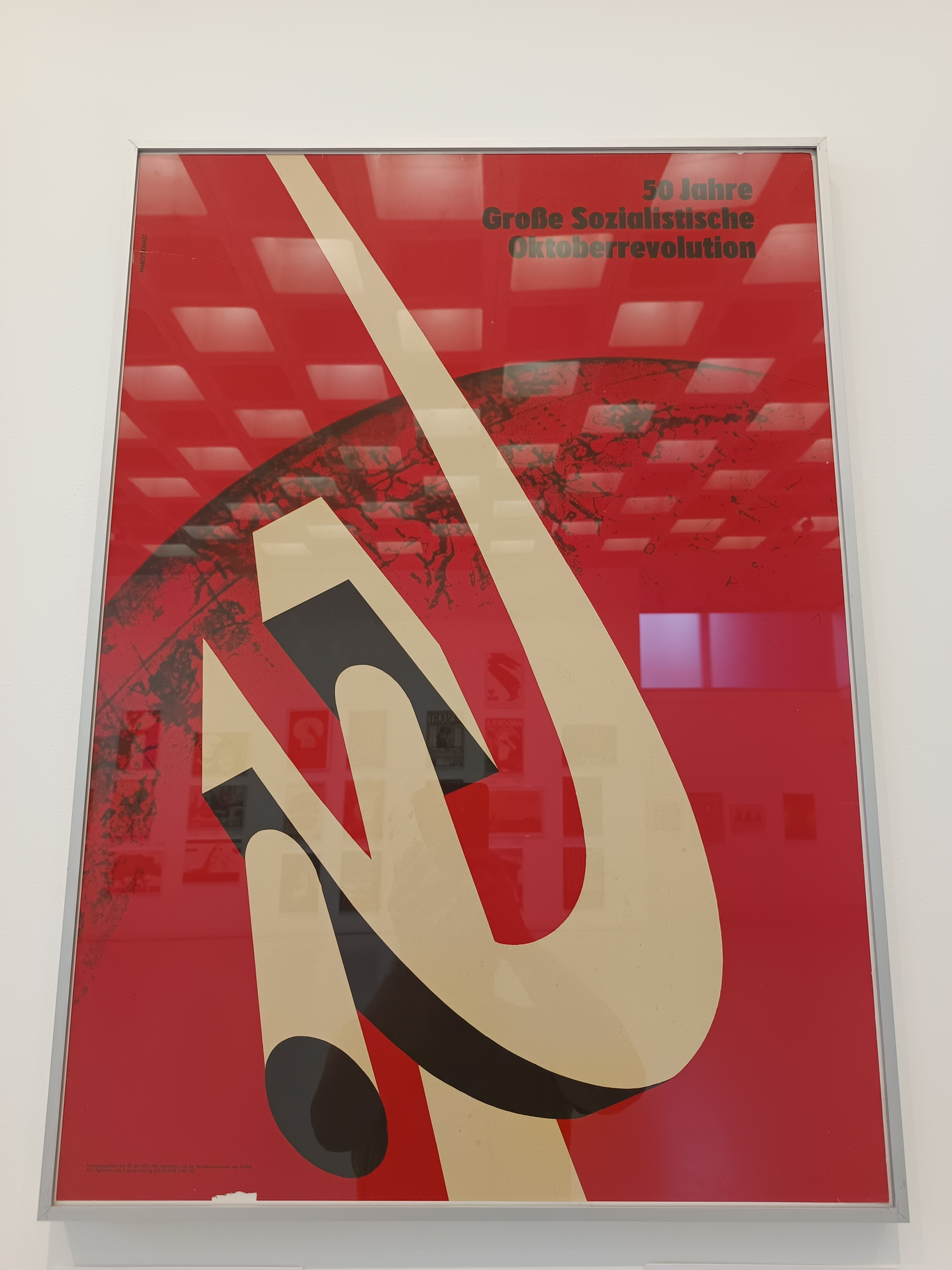
Interiér muzea